# Urso-grolar
O Urso-grolar (Ursus a.× Ursus m.),  também chamado de urso-pizzly, nanulak ou polizze, é o resultado do cruzamento de um urso-polar e um urso-grizzly ou urso-europeu.

## História
O primeiro exemplar capturado foi um suposto urso-polar caçado em 2004,um caçador de ursos-polares estava no Canadá caçando um desses ursídeos,o mesmo tinha autorização somente pra caçar ursos-brancos caso caçasse um urso-pardo,o caçador enfrentaria uma multa possível de CAN $ 1.000 e até um ano de prisão.
Um teste de DNA conduzido pela Wildlife Genetics International em British Columbia confirmou que era um híbrido, com uma mãe urso polar e um pai urso pardo. É o primeiro caso documentado na natureza,  embora se soubesse que este híbrido era biologicamente possível e que outros híbridos ursídeos foram criados em zoológicos no passado. 
Em 8 de maio de 2006, a descoberta do híbrido de urso-pardo e polar recebeu maior atenção quando, logo depois que a história foi anunciada, o programa de televisão de comédia The Colbert Report alegremente nomeou a nova espécie como a ameaça número um à segurança americana.

### Descobertas subsequentes
Em 8 de abril de 2010, David Kuptana, um caçador Inuvialuit da comunidade de Ulukhaktok na Ilha Victoria atirou no que ele pensava ser um urso polar. Depois de inspecionar o urso e ter seu DNA testado, foi descoberto que a mãe do urso era um híbrido de uma fêmea urso-polar e que o pai era um urso grizzly. O urso possui características físicas intermediárias entre os ursos-pardos e os ursos polares, como pêlo marrom nas patas, garras longas e cabeça parecida com a de um urso.
Entre 2012 e 2014, outros seis ursos híbridos foram mortos por caçadores ou capturados vivos por biólogos. Amostras foram coletadas de todos os seis, e a análise genética confirmou tanto seu status de híbrido quanto suas relações familiares.  Os oito híbridos identificados até o momento incluem quatro da primeira geração  e quatro indivíduos de retrocruzamento de urso pardo. Uma única fêmea F1 era a mãe de todos os quatro indivíduos de retrocruzamento e uma única fêmea de urso polar era a mãe de todos os quatro F1s e, portanto, a avó de todos os quatro ursos de retrocruzamento. Dois ursos pardos machos acasalaram-se com a fêmea do urso polar para dar origem aos quatro F1s, com um urso pardo aparentemente acasalando-se com o urso polar em dois anos diferentes (dois dos F1s são irmãos, mas nasceram com três anos de diferença). Os mesmos dois ursos marrons machos acasalaram com a fêmea F1 para produzir os quatro indivíduos retrocruzados, com três companheiros de ninhada sendo gerados por um macho e um único urso pardo 3/4 mais velho vindo de um acasalamento entre a fêmea F1 e seu pai.
É difícil saber se esses eventos são um prenúncio da quebra da barreira de uma espécie ou apenas uma anedota incomum, uma vez que todos os casos confirmados até o momento remontam à escolha incomum de um único urso polar.

## Nomeação

Possivel hibridização entre as espécies viventes de ursos.

Desde a descoberta 2006 colocou o híbrido para a ribalta, os meios de comunicação têm se referido a este animal com várias maleta nomes, tais como urso pizzly , urso grolar   e polizzly, mas não há consenso sobre o uso de qualquer um destes termos. Autoridades canadenses da vida selvagem sugeriram chamar o híbrido de " nanulak ", dos nomes inuit para urso polar (nanuk) e urso pardo (aklak).
Por uma convenção,  o nome do pai vem primeiro em tais combinações: a prole de um urso polar macho e uma fêmea grizzly seria o nanulak sugerido ou um "urso pizzly", enquanto a prole de um urso-pardo macho e um urso polar feminino seria um "urso grolar" ou possivelmente um aknuk.

## Características
| Ficha técnica       |                       |
| Peso                | 400-700kg(Machos)     |
| Peso                | 220-390kg (Fêmeas)    |
| Comprimento         | 290 – 3,0 cm (Machos) |
| Comprimento         | 270 - 280cm (Fêmeas)  |
| Cauda               | 45 – 5mm              |
| Altura              | 130 – 168 cm          |
| Tamanho de ninhada  | 1 - 3                 |
| Gestação            | 195 - 265 dias        |
| Desmame             | meses                 |
| Maturidade sexual   | 4 - 6 anos (Machos)   |
| Maturidade sexual   | 4 - 5 anos (Fêmeas)   |
| Longevidade (média) | 30 anos               |

Dois filhotes híbridos polares-pardos (uma fêmea e um macho) nasceram no Zoológico de Osnabrück em Osnabrück em 2004, e suas características físicas são geralmente intermediárias entre o urso polar e o urso pardo.  Por exemplo, seus corpos são menores do que os dos ursos polares, mas maiores do que os ursos-pardos, enquanto suas cabeças ficam entre a cabeça mais larga e a mais magra do urso polar.  Eles têm pescoços longos como os dos ursos polares, mas pequenas corcundas nos ombros, como ursos pardos.  As solas dos pés estão parcialmente cobertas de pelos; os ursos polares têm solas cobertas de pelos, que agem como isolantes, e os ursos pardos têm solas sem pelos.
Da mesma forma, o cabelo dos híbridos exibe um padrão oco, que combina as características dos ursos polares e pardos. Em corte transversal, o cabelo dos ursos polares é oco, enquanto o cabelo dos grizzlies é sólido ou tem pequenas regiões ocas.  Isso varia de acordo com a parte do grizzly de onde o cabelo é retirado.  No macho  híbrido, o caelo da pata era sólido, mas o cabelo escuro da parte de trás era um pouco oco, embora com "regiões vazias menores do que as encontradas no cabelo do urso polar".  O cabelo da fêmea híbrida "contém uma variedade de regiões ocas".
Os híbridos demonstraram comportamento mais parecido com os ursos polares do que com os pardos. Eles pisotearam os brinquedos de uma maneira que lembrava como os ursos polares quebram o gelo e jogaram as sacolas para o lado "como os ursos polares podem lançar suas presas".  Grizzlies que recebem as mesmas sacolas não demonstram esse comportamento de arremesso.  Os híbridos também foram observados deitados como os ursos polares: em seus ventres com as patas traseiras abertas.